# Главк Морской
Главк Морской или Главк Понтийский (др.-греч. Γλαῦκος) — в древнегреческой мифологии морское божество.

## Легенда

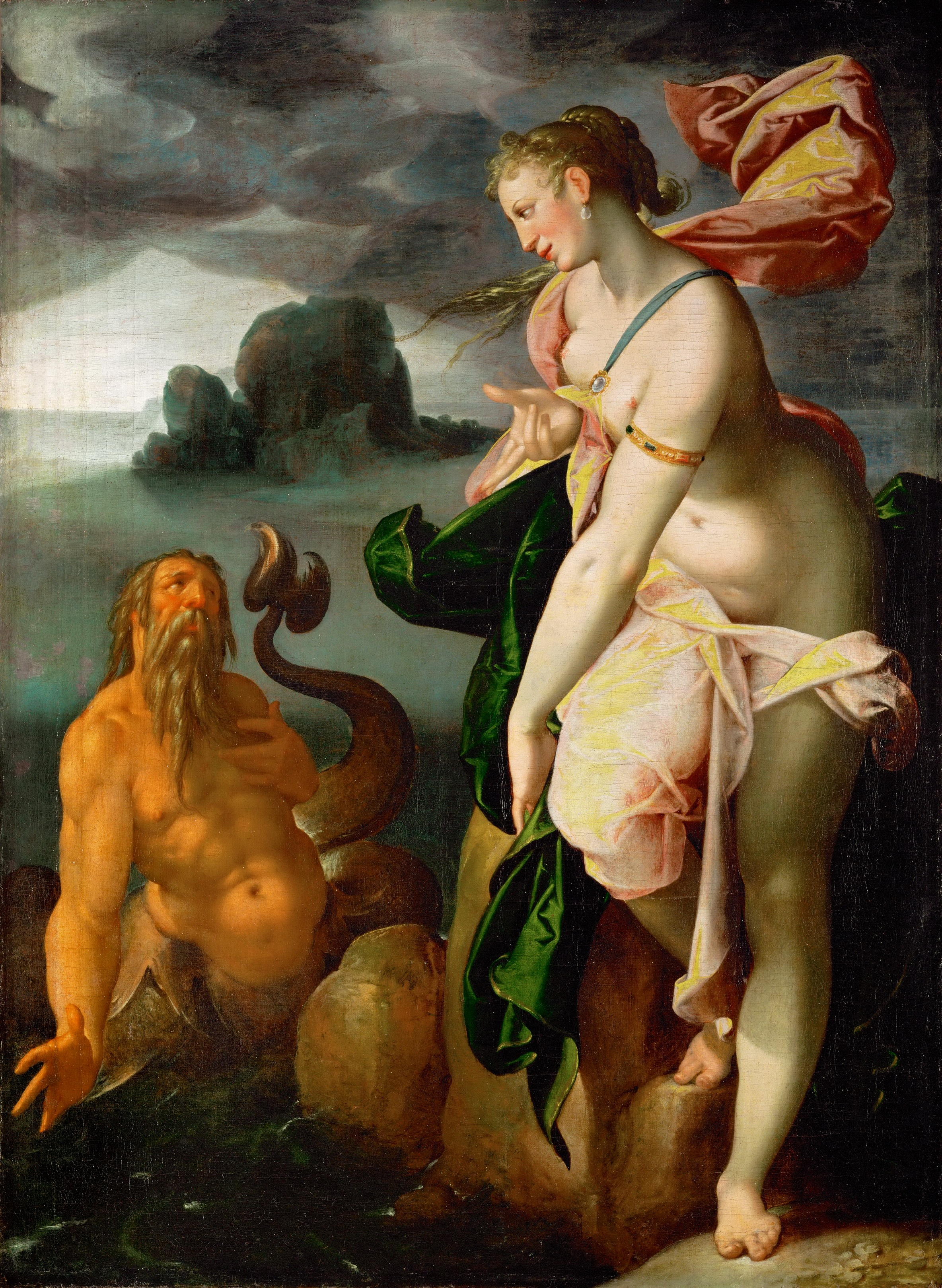
Главк и Скилла

Рыбак из Анфедона, который съел загадочную траву и превратился в божество, упомянут у Пиндара и у Эсхила. Согласно Александру Этолийскому, эту траву едят кони Гелиоса. Океан и Тефия сделали его богом.
Появился близ корабля аргонавтов по молитве Орфея и сопровождал его двое суток, предсказав им будущее. Сообщил аргонавтам, что они не должны искать Геракла. Вместе с нереидами обитает на Делосе и пророчествует вопрошающим. Его потомком считался олимпийский победитель Главк из Кариста.
Действующее лицо сатировской драмы Эсхила «Главк Морской» (фр.25-31 Радт). См. Проперций. Элегии II 26, 13.
Существовало множество версий мифа о Главке. По рационалистическому истолкованию, он был хорошим рыбаком. По другому истолкованию, был прорицателем, жившим на острове и показывающим мореплавателям путь.
Согласно поэту Теолиту из Мефимн, сын Копея из Анфедона, влюбился в Ариадну на Наксосе, но Дионис связал его виноградными лозами. Либо сын Анфедона.
Согласно гимну Еванфа к Главку, сын Посейдона и Наиды, влюбился в Ариадну и сошёлся с ней на Наксосе.
Согласно Эсхриону Самосскому, влюбился в Гидну, дочь Скилла из Скионы.
Согласно поэтессе Гедиле, был влюблен в Скиллу. Влюблен в Скиллу, его любила Кирка.
Согласно поэту Гедилу Самосскому, бросился в море от любви к Меликерту.
Согласно Промафиду Гераклейскому, сын Полиба (сына Гермеса) и Евбеи (дочери Ларимна).
Согласно «Европейской истории» Мнасея, сын Анфедона и Алкионы, моряк, прозванный морским (понтиос). Похитил Симу (дочь Иалиса и Дотиды), отплыл в Азию и назвал остров близ Карии Симой.
Согласно книге «Об амазонках» Поссида из Магнесии, построил корабль «Арго» и правил им, когда Ясон сражался с тирренами, единственный уцелел в этой битве и стал божеством.
Согласно поэту Никандру, воскресил зайца с помощью травы на горе Орей в Этолии, был наставником Аполлона в прорицании, и возлюбленным Нерея.
По одной из версий, сын Тритона.